# Lijst van spelers van KS Elbasani
Deze lijst omvat voetballers die bij de Albanese voetbalclub KS Elbasani spelen of gespeeld hebben. De spelers zijn alfabetisch gerangschikt.

## A
- Ansi Agolli

## B
- Endri Bakiu
- Darling Banushaj
- Aldon Bello
- Parid Berdufi
- Dorian Bylykbashi

## C
- Hetlem Capja

## D
- Endri Dalipi
- Nevil Dede
- Klodian Duro
- Albano Dushku

## G
- Orgest Gava
- Elvis Guranjaku

## H
- Erand Hoxha
- Renato Hyshmeri

## I
- Domeniko Ibrahimi

## K
- Ganiol Kaçulli
- Merdian Kasollja
- Engert Kuci

## L
- Ervin Llani

## M
- Armando Mehmetaj
- Eriol Merxha

## P
- Edison Plepi
- Serxhio Piku

## R
- Kire Ristevski
- Daniel Ramazani
- Aleksandar Radović
- Jasmin Rraboshta

## S
- Armando Sadiku
- Elvis Sina

## T
- Bernard Tchoutang